# Nofernoferuaton Ta-serit
Nofernoferuaton Ta-serit (i. e. kb. 1349–?) egyiptomi hercegnő a XVIII. dinasztia idején; Ehnaton és Nofertiti lánya.
Nofernoferuaton apjának 7. vagy 8. uralkodási évében született az uralkodópár hat lánya közül negyedikként, Ahet-Atonban, az apja által alapított új fővárosban. Neve („Aton legszebbje” vagy „Aton szépeinek szépe”) pontosan megegyezik azzal a névvel, amelyet anyja vett fel az 5. uralkodási év közepén (a ta-serit jelentése: „fiatalabb”, „kisebb”, „lánygyermek”).

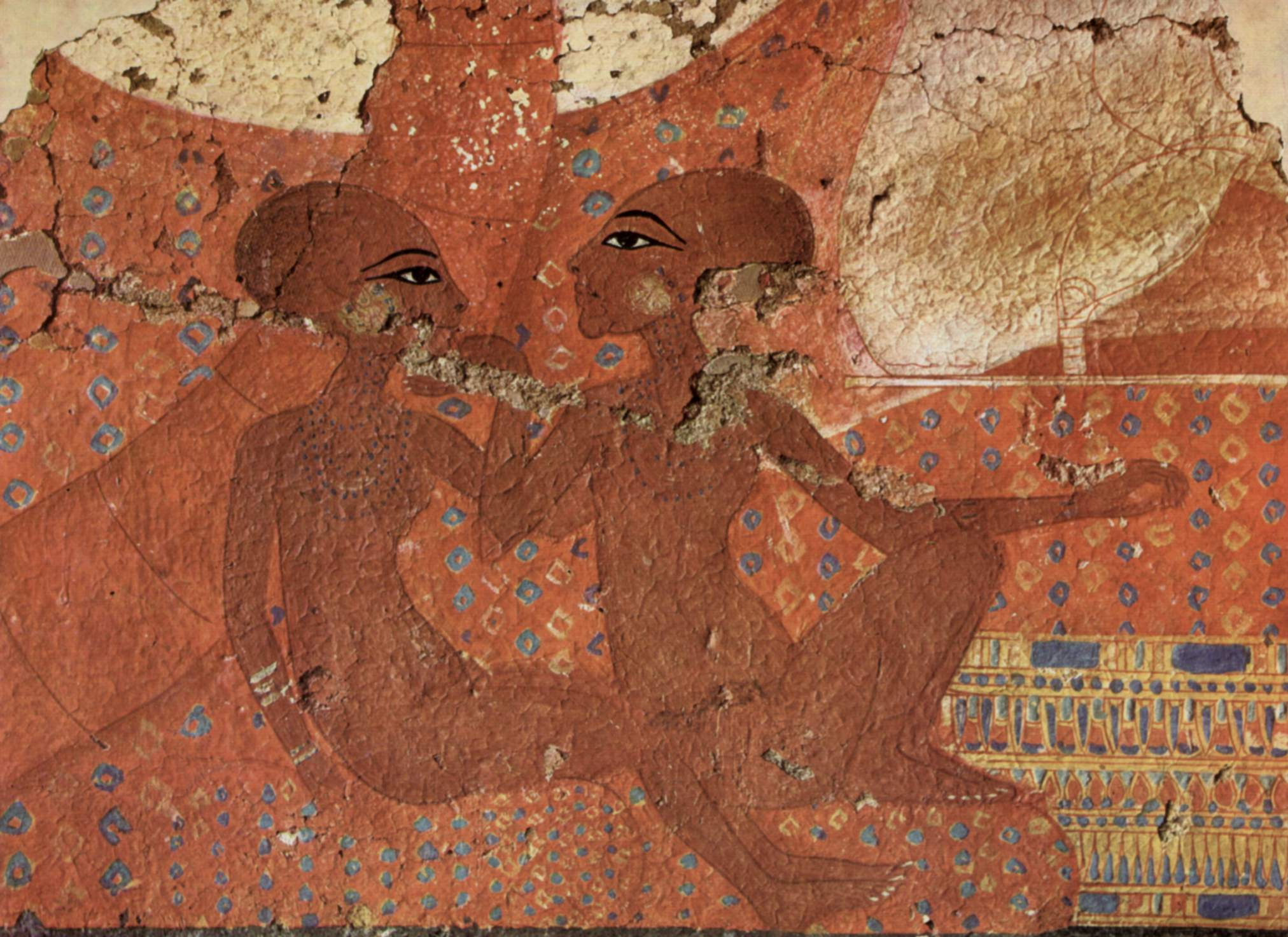
Nofernoferuaton (jobbra) és húga, Nofernoferuré

Egy időben feltételezték, hogy Nofernofruaton Ta-serit feleségül ment Ugarit királyához, II. Níkmadduhoz. Ezt alátámasztaná az az Ugaritban talált, hieroglifás váza, amely egyes feltételezések szerint egy amarnai hercegnőt ábrázol, valamint az, hogy Nofernoferuaton Ta-serit halálára semmi utalás nincs, de nővére, Maketaton halálakor még életben volt, mert megjelenik a sírbolt falfestményein; ellentmond azonban az elméletnek az, hogy egyiptomi hercegnőket sosem adtak férjhez külföldi uralkodóhoz; fennmaradt levelek alapján Nofernoferuaton nagyapja, III. Amenhotep is visszautasította a lánya kezét megkérő babiloni királyt. Ha a házasság mégis létrejött, az a Tutanhamon halála körüli zűrzavaros időkben történhetett, amikor még maga az özvegy királyné, Anheszenamon is külföldi férjet keresett Szuppiluliumasz hettita király egyik fiának személyében.
Egy elmélet őt azonosítja Ehnaton titokzatos társuralkodójával, Nofernoferuatonnal.